# Рабоче-крестьянская Красная гвардия

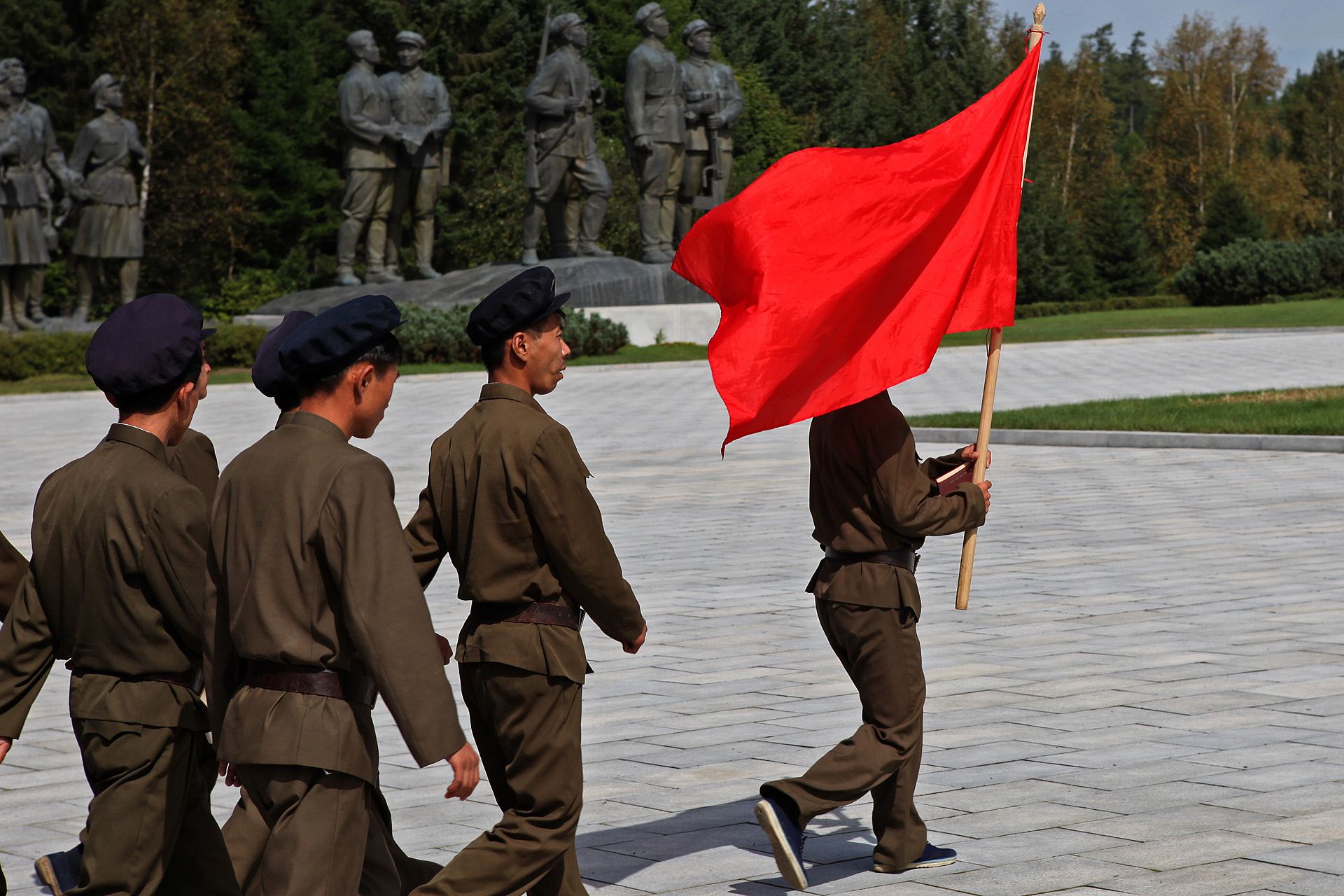

Рабоче-крестьянская Красная гвардия (кор. 로농적위군) — военизированная организация КНДР, крупнейшая гражданская организация самообороны в стране. По состоянию на 2007 год насчитывала 3,5 млн. человек. Образована 14 января 1959 распоряжением Ким Ир Сена, подчиняется Государственному совету и Министерству народных вооружённых сил, а также Трудовой партии Кореи.

## Структура
Организована на уровне провинций, городов, посёлков и деревень. Состоит из бригад, батальонов, рот и взводов. Солдаты задействуют оружие малой дальности (обычные пистолеты, пистолеты-пулемёты и автоматы), миномёты и зенитные орудия. Иногда в распоряжение гвардии предоставляются РСЗО производства КНДР − Тип 75 и мотоциклы Урал М-62. Невооружённые солдаты гвардии занимаются в отделе логистики или работают в медицинской службе.